# Os Gozadores
Os Gozadores é uma série brasileira exibida na programação do canal pago Multishow. Teve sua estreia dia 24 de outubro de 2010. Criado por Álvaro Campos e Pedro Antônio, tem a direção de Pedro Antônio e Pedro Bronz e roteiro final de Alvaro Campos.

## Sinopse
A série conta a história de quatro amigos cineastas (Jurandir, Guiga, Keanu e Zé) que, depois de falharem em quase todos os ramos do cinema, resolvem seguir o conselho de Joelma – mulher de Jurandir e única investidora da produtora dos amigos – e tentar a sorte filmando pornô. Para tentar vencer no concorridíssimo mercado de filmes adultos, os 4 amigos resolvem produzir filmes voltados para o público esquecido pela indústria – artistas de vanguarda, nerds, etc.

## Elenco
| Ator            | Personagem |
| --------------- | ---------- |
| Rafael Studart  | Jurandir   |
| Douglas Silva   | Guiga      |
| Patrick Sampaio | Keanu      |
| Cristina Lago   | Joelma     |
| Cláudio Amado   | Zé         |

Participação especial
| Ator             |                  |
| ---------------- | ---------------- |
| Aline Fanju      | Janine           |
| Álamo Facó       | Balconista       |
| George Sauma     | Rafa             |
| Sílvio Guindane  | Babu             |
| Beta Perez       | Marcelle         |
| Jaime Leibovitch | Osmar            |
| Alexandre Braga  | Morte            |
| Gillray Coutinho | Edson McLure     |
| Kid Bengala      | Ele mesmo        |
| Emiliano D'Ávila | Diego            |
| Isabel Pinheiro  | Maria do Socorro |